# Alyssa Anderson
Alyssa Jean Anderson (ur. 30 września 1990 w Granite Bay) – amerykańska pływaczka, specjalizująca się głównie w stylu dowolnym.
Mistrzyni olimpijska z Londynu (2012) w sztafecie 4 × 200 m stylem dowolnym.
Jej siostrą jest Haley – wicemistrzyni olimpijska na dystansie 10 km na otwartym akwenie.